# Petr Pujman
Petr Pujman (8. února 1929 Praha – 28. srpna 1989 tamtéž) byl český prozaik a překladatel z angličtiny a francouzštiny, syn spisovatelky Marie Pujmanové.

## Život
Petr Pujman byl druhým synem spisovatelky Marie Pujmanové (1893-1958) a operního režiséra Ferdinanda Pujmana (1889–1961). Po maturitě na reálném gymnáziu v pražské Křemencově ulici začal v roce 1948 studovat práva na Univerzitě Karlově.
V souvislosti s procesem s generálem Karlem Kutlvašrem probíhaly i další politické procesy, v rámci jednoho z nich byl obviněn i Petr Pujman, byl vyloučen ze studia a odsouzen k nepodmíněnému trestu odnětí svobody na 15 let. Rodiče se snažili synovi pomoci a sepsali rozsáhlý dopis na jeho obhajobu, ve kterém se snažili uvést polehčující okolnosti. Petr Pujman dostal v roce 1949 milost a po deseti měsících byl propuštěn.
Po propuštění z vězení pracoval jako pomocný dělník a vyučil se strojním zámečníkem. Studovat mohl znovu od roku 1954. Na Filozofické fakultě Univerzity Karlovy vystudoval v roce 1959 anglistiku a romanistiku, doktorát (PhDr.) získal roku 1968. Od roku 1960 byl zaměstnán ve Svazu československých spisovatelů (SČSS), v jeho zahraničním oddělení. Od roku 1965 byl též zaměstnán jako externista na Univerzitě 17. listopadu, kde přednášel angloamerickou literaturu. SČSS byl v roce 1969 nahrazen Svazem českých spisovatelů, který o rok později zanikl. Poté se Petr Pujman živil jako překladatel a kabinový tlumočník.

## Dílo
Vlastní tvorba Petra Pujmana se nesetkala s pochopením normalizační kritiky. Rudé právo odsoudilo jeho dílo Prevít a zvířátka slovy „...knížka je nevýrazná a bez umělecké síly, ale je příznačná pro to, co se dnes v mladé próze nejvíce nosí.“ V roce 1975 publikoval v Albatrosu svou poslední knihu Nebezpečné dny Robina Stolky pod pseudonymem Jan Petřík, poté se literární činnosti vzdal... V jeho pozůstalosti jsou rozpracovaná díla (např. Satánek) i vzpomínky na matku.

### Příspěvky do tisku a odborné texty
- Přednášky Československé společnosti pro šíření politických a vědeckých znalostí - John Milton (Praha, nákl. vl.], 1958)
- Od roku 1957 přispíval svými překlady do kulturních časopisů (Světová literatura, Host do domu, Literární noviny, Literární listy, Listy, Plamen, Tvář, Sešity pro literaturu a diskusi, Dialog).

### Próza
- Prevít a zvířátka (doslov Miroslav Petříček jr., Praha, Československý spisovatel, 1969 a Praha, Herrmann, 1992)
- Jeroným na pouti (Praha, Československý spisovatel, 1968)
- Nebezpečné dny Robina Stolky (Praha, Albatros, 1975) pod pseudonymem Jan Petřík[6]

### Překlady
Některé Pujmanovy překlady po roce 1968 byly vydány pod jmény jiných překladatelů – Miroslav Drápal (1916–1991) nebo Mariana Stříbrná (*1928).
Překlady z angličtiny:
- Anna z Pětiměstí (Anna of the Five Towns, autor Arnold Bennet Praha, SNKLHU 1959)
- Nedělní oběd v Brooklynu (autor Anatole Broyard, Sunday Dinner in Brooklyn, autor Anatole Broyard, Světová literatura, 1/1962)
- Letiště (Airport, autor Arthur Hailey, Praha, Mladá fronta 1973, jako Mariana Stříbrná; Praha, Mladá fronta 1976, jako Mariana Stříbrná; Praha, Riopress – Bohemians 1992, jako Mariana Stříbrná; Praha, Knižní klub 1993, pod vlastním jménem; Praha, Riopress 1997, jako Mariana Stříbrná)
- Africké povídky (autor Doris Lessingová, z This Was the Old Chief’s Country/The Habit of Loving; Praha, SNKLHU 1961)
- Osamělost přespolního běžce (autor Alan Sillitoe, The Loneliness of the Long-distance Runner/The Ragman's Daughter; Praha, SNKLU 1965, + Josef Škvorecký)
- V sobotu večer, v neděli ráno (autor Alan Silitoe, Saturday Night and Sunday Morning; Praha, Svoboda 1967)
- Ztracená věčnost (autor Clifford Simak, Eternity Lost; in: Labyrint, Praha, SNKLU 1962)
- Les (autor Alfred Elton van Vogt, Process; in: Labyrint, Praha, SNKLU 1962)
- Portrét umělce jako štěněte (autor Dylan Thomas, Portrait of the artist as a young dog; PP, Praha, SNKLU 1961)

Překlady z francouzštiny:
- Krkolomný sráz (autor Georges Arnaud, La plus grande pente; N, Praha, Československý spisovatel 1963)
- Černá krev (autor Louis Guilloux, Le Sang noir; Praha, Odeon 1974, přeložil Miroslav Drápal=Miroslav Drápal a Petr Pujman)
- Radost chudých (autor Zoé Oldenbourgová, La joie des pauvres; Praha, Práce 1975, přeložil Miroslav Drápal =Miroslav Drápal a Petr Pujman)
- Noční jízda (autor Maurice Pons, Le passager de la nuit; Praha, Naše vojsko 1963)
- Za nový román (autor Alain Robbe-Grillet, Pour un nouveau roman; Praha, Odeon 1970)
- Eseje o francouzské literatuře (autor Claude Roy, Praha, Československý spisovatel 1964)

### Filmografie
- 1969 Bludiště noci (dramaturgie, Televizní středometráž. hud. film, režie Jiří Weigl)
- Pekař Jan Marhoul (scénář k TV inscenaci, 1969)[8]
- V sedmdesátých letech 20. století byl Petr Pujman průkopníkem simultánního tlumočení filmů na Letní filmové škole v Písku.[9]
- Petr Pujman byl též autorem českých titulků k zahraničním filmům (např. první titulky k Formanovu filmu Amadeus[10])